# Enrique Barros Fernández

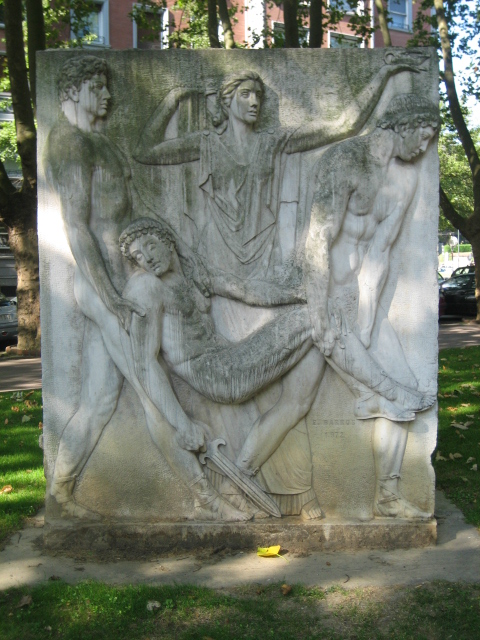

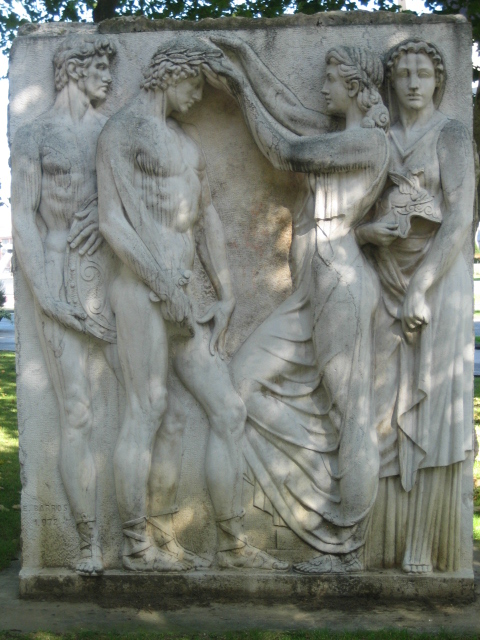

Enrique Barros Fernández (Oimbra 11 de julio de 1905- Bilbao, 1990) fue un escultor español.
A los seis meses de su nacimiento se traslada con su familia a Bilbao. Asistió a la escuela de Artes y Oficios durante los años 1923 y 1924. Colaboró con Higinio Basterra en diversos monumentos.
En 1926 obtuvo una beca de la diputación de Orense y se trasladó a París. Estudió en la academia Julian, teniendo a Bourdelle como profesor. Posteriormente completó su formación gracias a distintos viajes realizados por Italia, Bélgica, Holanda, Austria, Alemania, Inglaterra y Portugal.
En 1937 participa en la Exposición de Arte Vasco en París.
Su obra más polémica fue la escultura de la nueva musa destinada a sustituir en 1948 a la creada por Francisco Durrio de Madrón para el monumento a Arriaga del bilbaíno parque Casilda Iturrizar.
Sus últimos años abandonó parcialmente la labor escultórica, para dedicarse a la pintura.